# Bandad kungsfiskare
Bandad kungsfiskare (Lacedo pulchella) är en fågel i familjen kungsfiskare inom ordningen praktfåglar. Den förekommer i skogsområden i Sydostasien.

## Utseende och läte
Bandad kungfiskare är en mycket färgglad fågel med karmosinröd näbb och ett relativt stort huvud. Hanen är lysande blå med orangefärgat ansikte, vit haka, ljusorange bröst och vingar och stjärt tvärbandade i svart och blått. Honan är randig som en tiger, med orange och svartfärgat mönster över hela kroppen. Lätet består av en lång spöklik vissling följt av en serie mjukare visslingar. 

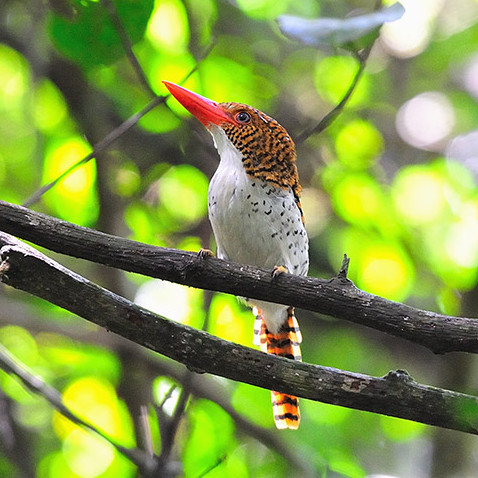
Hona.

## Utbredning och systematik
Bandad kungsfiskare placeras vanligen som ensam art i släktet Lacedo och delas in i fyra underarter med följande utbredning:
- pulchella-gruppen
  - Lacedo pulchella amabilis – förekommer i låglänta skogar i södra Myanmar, Thailand och södra Vietnam.
  - Lacedo pulchella deignani – förekommer i södra Thailand.
  - Lacedo pulchella pulchella – förekommer på Malackahalvön, Sumatra och Java samt i Riauöarna och norra Natunaöarna.
- Lacedo pulchella melanops – förekommer på Borneo och Bangka.

Underarten deignani inkluderas ofta i amabilis. Birdlife International och Internationella naturvårdsunionen urskiljer underarten melanops som den egna arten Lacedo melanops.

## Levnadssätt
Bandad kungsgiskare förekommer i skogsområden i lågland och lägre bergstrakter. Den kan trots fjäderdräkten vara svår att upptäcka när den sitter tyst och stilla, vanligen på medelhög till låg nivå i skogen.

## Status
IUCN bedömer hotstatus för underartsgrupperna (eller arterna) var för sig, båda som livskraftiga.